# Pietro Antonio Bernardoni
Pietro Antonio Bernardoni, né à Vignola le 30 juin 1672 et mort à Bologne le 19 janvier 1714, est un poète italien.

## Biographie
Pietro Antonio Bernardoni naquit à Vignola, dans le duché de Modène, le 30 juin 1672. Il annonça dès sa première jeunesse les plus heureuses dispositions, et fut admis à dix-neuf ans dans l’Académie d'Arcadie. Il habita longtemps Bologne, et contribua beaucoup à y établir une colonie de cette académie ; c’est pourquoi l’on voit en tête de quelques-uns de ses ouvrages le titre de Bolognese, joint à son nom, quoiqu’il ne fût ni natif ni originaire de Bologne. Il fut nommé, en 1701, poeta cesareo, ou poète impérial à la cour de Vienne. Il voulait faire passer cet emploi à Apostolo Zeno, qui, étant nouvellement marié et heureux dans son ménage, ne voulut pas se déplacer. Bernardoni prit donc possession de sa place, et la remplit sous les deux empereurs Léopold et Joseph Ier. Il mourut à Bologne, le 19 janvier 1714, âgé de 41 ans.

## Œuvres
Il avait donné au public :
- deux recueils de poésies : Fiori primizie poetiche, divise in rime amorose, sacre, morali e funebri, Bologne, 1694, in-12 ; Rime varie, dédiées à l’empereur Joseph II, Vienne, 1705, in-4° ;
- deux tragédies, Irene, Milan, 1695, in-12 ; Aspasia, Bologne, 1697, in-12, 1706 in-8° ;
- deux drames en musique, et un oratorio, il Meleagro, Vienne, 1706, in-8° ; il Tigrane, re d’Armenia, Vienne, 1710, in-8° ; Gesù flagellato, oratorio, Vienne, 1709, in-8° ;
- d’autres drames en musique et d’autres oratorio, qui ont été réunis aux premiers dans l’édition de ses œuvres donnée à Bologne, 1706 et 1707, en 3 vol. in-8°, et dont on peut voir les titres dans la Drammaturgia de l’Allacci et dans l’ouvrage du Quadrio, della Storia e della Ragione d’ogni poesia, t. 3, part. 2 ;
- des poésies diverses, éparses dans plusieurs recueils.